# Liste der Baudenkmäler in Kirchroth

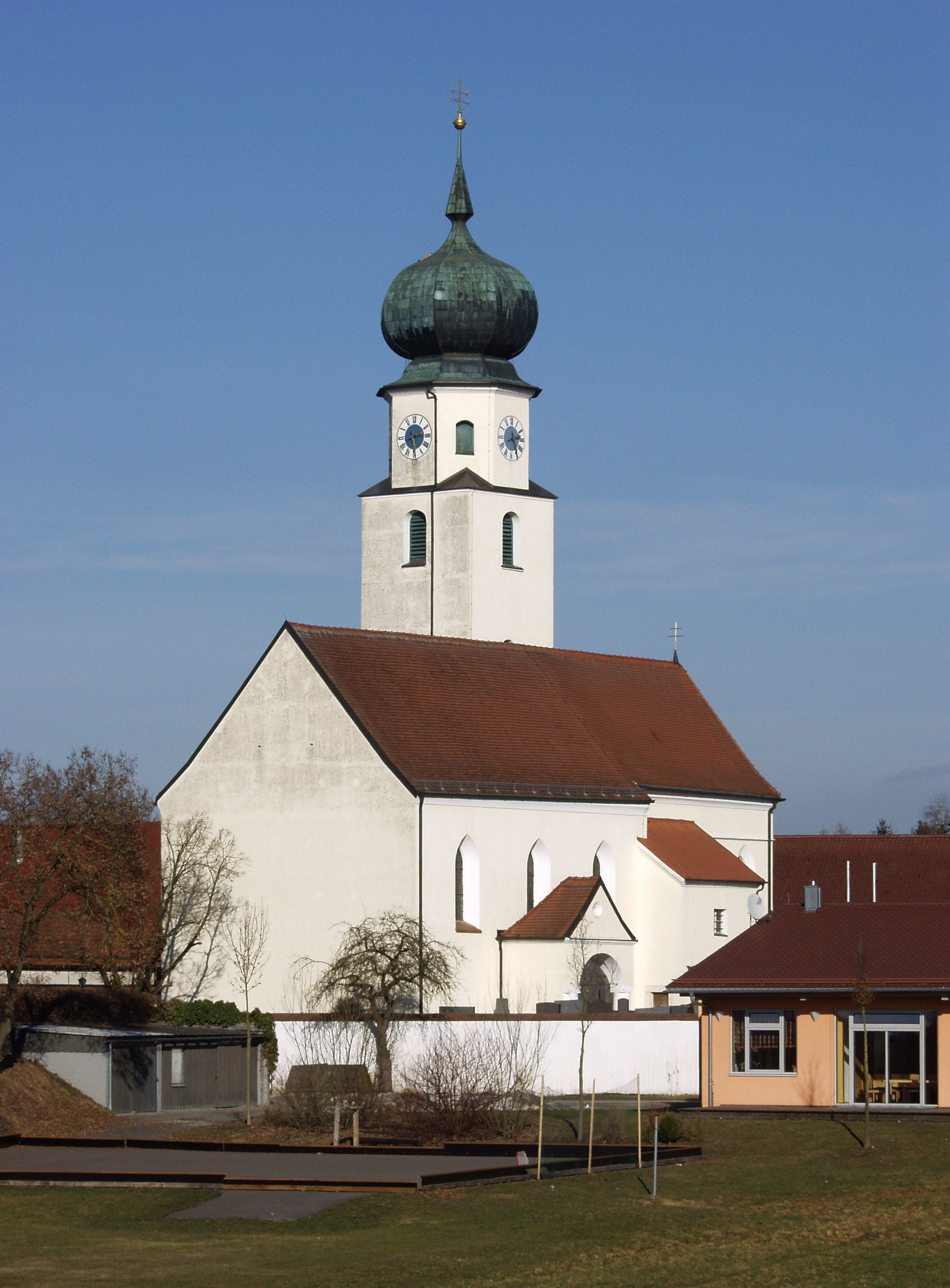
Wallfahrtskirche St. Gangolf in Kößnach

Auf dieser Seite sind die Baudenkmäler in der niederbayerischen Gemeinde Kirchroth zusammengestellt. Diese Tabelle ist eine Teilliste der Liste der Baudenkmäler in Bayern. Grundlage ist die Bayerische Denkmalliste, die auf Basis des Bayerischen Denkmalschutzgesetzes vom 1. Oktober 1973 erstmals erstellt wurde und seither durch das Bayerische Landesamt für Denkmalpflege geführt wird. Die folgenden Angaben ersetzen nicht die rechtsverbindliche Auskunft der Denkmalschutzbehörde.

## Baudenkmäler nach Ortsteilen

### Kirchroth
| Lage                            | Objekt                            | Beschreibung                                                           | Akten-Nr.              | Bild           |
| ------------------------------- | --------------------------------- | ---------------------------------------------------------------------- | ---------------------- | -------------- |
| Dekan-Seitz-Straße 5 (Standort) | Katholische Pfarrkirche St. Vitus | Errichtet Mitte 17. Jahrhundert, Turmunterbau gotisch; mit Ausstattung | D-2-78-141-1 Wikidata  | weitere Bilder |
| Kapellenweg (Standort)          | Wegkapelle                        | 19. Jahrhundert; am westlichen Ortsende, Ecke Regensburger Straße      | D-2-78-141-2 Wikidata  | Wegkapelle     |
| Ortsplatz 18 (Standort)         | Pfarrstadel                       | Ständerbau, innen bezeichnet mit 1752                                  | D-2-78-141-26 Wikidata | BW             |

### Kiefelmauth
| Lage       | Objekt     | Beschreibung                                                        | Akten-Nr.             | Bild           |
| ---------- | ---------- | ------------------------------------------------------------------- | --------------------- | -------------- |
| (Standort) | Hofkapelle | Zugehörig kleiner Kapellenbau, 18./19. Jahrhundert; mit Ausstattung | D-2-78-141-3 Wikidata | weitere Bilder |

### Kößnach
| Lage                     | Objekt                               | Beschreibung | Akten-Nr.             | Bild           |
| ------------------------ | ------------------------------------ | --- | --------------------- | -------------- |
| Brunnenstraße (Standort) | Gangolfbrunnen                       | Einfassung 1725 | D-2-78-141-5 Wikidata | BW             |
| Kirchgasse 4 (Standort)  | Katholische Filialkirche St. Gangolf | 2. Hälfte 15. Jahrhundert, Langhaus im 16. Jahrhundert verändert; mit Ausstattung; gleichzeitig Anbau der Vorhalle | D-2-78-141-4          | weitere Bilder |

### Krumbach
| Lage                     | Objekt                             | Beschreibung                                                                          | Akten-Nr.             | Bild                               |
| ------------------------ | ---------------------------------- | ------------------------------------------------------------------------------------- | --------------------- | ---------------------------------- |
| Jägerstraße 6 (Standort) | Wohnstallhaus des Dreiseithofes    | Eingeschossig mit Kniestock, zum Teil verputzter Blockbau, 1. Drittel 19. Jahrhundert | D-2-78-141-6 Wikidata | BW                                 |
| Römerweg 14 (Standort)   | Traidkasten                        | Hierzu stattlicher Traidkasten, Blockbau-Obergeschoss, 18. Jahrhundert.               | D-2-78-141-8 Wikidata | BW                                 |
| Römerweg 16 (Standort)   | Katholische Filialkirche St. Jakob | Einheitlich romanischer Bau; mit Ausstattung                                          | D-2-78-141-9 Wikidata | Katholische Filialkirche St. Jakob |

### Niederachdorf
| Lage                                               | Objekt                                                            | Beschreibung | Akten-Nr.              | Bild                                                              |
| -------------------------------------------------- | ----------------------------------------------------------------- | --- | ---------------------- | ----------------------------------------------------------------- |
| Pilgerstraße (am östlichen Ortseingang) (Standort) | Kapelle                                                           | Kleiner Kapellenbau der 1. Hälfte 18. Jahrhundert, östlich vom Ort | D-2-78-141-15 Wikidata | Kapelle                                                           |
| Pilgerstraße 23 (Standort)                         | Katholische Wallfahrtskirche Hl. Blut                             | Im Kern romanische Kapelle mit im Jahr 1700 angebauter Rotunde; mit Ausstattung                                                                                         | D-2-78-141-10 Wikidata | weitere Bilder                                                    |
| Pilgerstraße 25 (Standort)                         | Ehemaliges Kloster des Maristenordens, heute Wohn- und Pflegeheim | Mit Halbwalmdach, Ende 18. Jahrhundert | D-2-78-141-11 Wikidata | Ehemaliges Kloster des Maristenordens, heute Wohn- und Pflegeheim |
| Pilgerstraße 25 ()                                 | Lourdeskapelle                                                    | kleiner Satteldachbau mit Schweifgiebel, um 1920; mit Ausstattung; Kreuzigungsgruppe, gleichzeitig; nicht nachqualifiziert, im Bayerischen Denkmal-Atlas nicht kartiert | D-2-78-141-29          |                                                                   |
| Zur Fähre 2, 4 (Standort)                          | Gasthaus                                                          | Halbwalmdach-Bau, 1. Drittel 19. Jahrhundert | D-2-78-141-13 Wikidata | BW                                                                |
| Zur Fähre 26 (Standort)                            | Ehemaliges Bauernhaus                                             | Stattlicher Bau mit Steilsatteldach und Blockbau-Obergeschoss, 2. Hälfte 18. Jahrhundert                                                                                | D-2-78-141-14 Wikidata | BW                                                                |

### Obermiethnach
| Lage                    | Objekt                                      | Beschreibung                                 | Akten-Nr.              | Bild                                        |
| ----------------------- | ------------------------------------------- | -------------------------------------------- | ---------------------- | ------------------------------------------- |
| Petersweg 11 (Standort) | Katholische Filialkirche St. Peter und Paul | Einheitlich romanischer Bau; mit Ausstattung | D-2-78-141-16 Wikidata | Katholische Filialkirche St. Peter und Paul |

### Oberzeitldorn
| Lage                    | Objekt                                  | Beschreibung                               | Akten-Nr.              | Bild                                    |
| ----------------------- | --------------------------------------- | ------------------------------------------ | ---------------------- | --------------------------------------- |
| Kirchplatz 3 (Standort) | Katholische Filialkirche St. Laurentius | 2. Hälfte 19. Jahrhundert; mit Ausstattung | D-2-78-141-18 Wikidata | Katholische Filialkirche St. Laurentius |

### Pillnach
| Lage                      | Objekt            | Beschreibung | Akten-Nr.              | Bild    |
| ------------------------- | ----------------- | --- | ---------------------- | ------- |
| Pfalzstraße 12 (Standort) | Dreiseithofanlage | Wohnstallhaus verputzter Blockbau Stattlicher Steildachstadel als verbretterter Ständerbau und kleiner Traidkasten mit Blockbau-Obergeschoss, 1. Drittel 19. Jahrhundert | D-2-78-141-19 Wikidata | BW      |
| Pfalzstraße 51 (Standort) | Kapelle           | 1937 errichtet; mit Ausstattung. | D-2-78-141-20 Wikidata | Kapelle |

### Pittrich
| Lage                                                     | Objekt      | Beschreibung                                | Akten-Nr.              | Bild        |
| -------------------------------------------------------- | ----------- | ------------------------------------------- | ---------------------- | ----------- |
| bei Pittrich, ca. 200 m westlich von Pittrich (Standort) | Flurkapelle | 2. Viertel 19. Jahrhundert; mit Ausstattung | D-2-78-141-21 Wikidata | Flurkapelle |

### Pondorf
| Lage                         | Objekt                                     | Beschreibung | Akten-Nr.              | Bild           |
| ---------------------------- | ------------------------------------------ | --- | ---------------------- | -------------- |
| Benediktstraße 13 (Standort) | Gasthof                                    | Stattlicher Walmdachbau mit Strebepfeilern, im Kern noch 17. Jahrhundert | D-2-78-141-22 Wikidata | BW             |
| Benediktstraße 16 (Standort) | Katholische Pfarrkirche Mariae Himmelfahrt | Stattliche neugotische Basilika, 1894/97; mit Ausstattung Friedhofskapelle St. Katharina, 1591, neugotisch erneuert Ölbergkapelle im Friedhof, modern Seelenkapelle im Friedhof, neugotisch | D-2-78-141-23 Wikidata | weitere Bilder |
| (Standort)                   | Pfarrhof                                   | 18. Jahrhundert, mit Ausstattung | D-2-78-141-27 Wikidata | BW             |

### Stadldorf
| Lage                   | Objekt  | Beschreibung                                                          | Akten-Nr.              | Bild    |
| ---------------------- | ------- | --------------------------------------------------------------------- | ---------------------- | ------- |
| Ammerbreite (Standort) | Kapelle | Kleiner Kapellenbau der 2. Hälfte 18. Jahrhundert, westlich des Ortes | D-2-78-141-24 Wikidata | Kapelle |

### Weiher
| Lage                | Objekt                         | Beschreibung                                                     | Akten-Nr.              | Bild           |
| ------------------- | ------------------------------ | ---------------------------------------------------------------- | ---------------------- | -------------- |
| Weiher 7 (Standort) | Kirche St. Johannes der Täufer | Einheitlich romanisch; mit Ausstattung; an der Staatsstraße 2125 | D-2-78-141-25 Wikidata | weitere Bilder |